# Płonące miasto
Płonące miasto (tytuł oryg. Lung fu fong wan) – hongkoński film sensacyjny w reżyserii Ringo Lama, którego premiera odbyła się 13 lutego 1987 roku.
Film oraz jego obsada byli nominowani do nagród w ośmiu kategoriach i zdobyli nagrody w dwóch kategoriach.

## Obsada
Źródło: Filmweb

- Chow Yun Fat – Ko Chow
- Danny Lee – Fu
- Yueh Sun – inspektor Lau / wujek Kung
- Carrie Ng – Hung
- Roy Cheung – inspektor John Chan
- Jessica Chau – Lily
- Victor Hon – Bill
- Maria Cordero – wokalistka